# Le Temps stratégique
Pour les articles homonymes, voir Temps (homonymie).
Le Temps stratégique était une revue trimestrielle suisse créée en 1982 par Claude Monnier et Marian Stepczynski, et qui a cessé de paraître en été 2001.

## Historique
Le Temps stratégique est créé en juin 1982 par Claude Monnier et Marian Stepczynski, qui étaient alors respectivement rédacteur en chef et directeur de gestion du Journal de Genève et de la Gazette de Lausanne. La revue est éditée par Sonor SA, également éditeur du journal La Suisse à Genève. Son objectif était d'examiner sur le fond les grands problèmes du monde moderne en prenant de la distance par rapport aux événements quotidiens. Il était fait appel à des auteurs partout dans le monde, généralement des spécialistes renommés, dont les textes étaient retravaillés par la rédaction jusqu'à ce qu'ils soient d'une lecture aisée pour le profane.
Le Temps stratégique est repris par Edipresse en 1994. Après dix-neuf ans d'existence, la revue a cessé de paraître en 2001. Le numéro 100, sorti en juin 2001, a été le dernier. Le tirage, qui avait atteint 3000 exemplaires, a été jugé insuffisant par Edipresse SA.